# Euna Kim (韓國歌手)
金有娜（：／ Kim Yuna；1994年10月27日—），藝名Euna Kim（韓語：유나킴)，出生于美国纽约市，美籍韩裔女艺人，曾為韓國Music K娛樂旗下女子組合THE ARK以及Maroo娱乐旗下組合KHAN成員。於2015年4月12日，在SBS《人氣歌謠》正式出道。

## 個人生活
金有娜於1994年10月27日在美国纽约市出生。

## 簡歷

### 出道前
金有娜在2011年Mnet選秀節目《Super star K》第三季初露鋒芒，擅長饒舌的Euna雖於十強止步，但得到YG娛樂青睞獲得了練習機會，亦曾是YG新女團BLACKPINK的預備成員之一。後來因為感到自己的不足而離開YG打算返回美國繼續學業，被經紀公司Music K娱乐勸說才留下。2014年5月23日，與MFBTY合作推出數位單曲《Without You Now》。7月15日，与全珉柱合作推出數位單位《Good Bye Rain》（Feat. HyunKyu Of Bromance）。7月18日，Music K娱乐释出组合概念照，宣布将于2015年上半年以五人组合THE ARK出道。

### 出道后
2015年3月30日，Music K娛樂公開金有娜的概念照拍攝花絮及個人簡介。4月12日，以藝名Euna Kim與成員珉柱、有珍、漢拏、JANE在SBS《人氣歌謠》正式出道。
2016年6月4日，开通个人Instagram。7月13日，所属公司宣布与珉柱退出THE ARK。7月15日，以《Unpretty Rapstar》第三季的参赛者，首次出现《Show Me The Money》第五季的舞台中。12月，与Maroo娱乐签署合约。
2017年11月3日，以前組合THE ARK成員的身份出演KBS2偶像重振計劃《The Unit》。
2018年3月26日，據媒體報導，將和全珉柱組成分隊，並獲得公司證實正在討論相關細節。
2018年4月12日，Maroo企劃表示全珉柱與Euna Kim組成了雙人組合KHAN，目前正以5月中旬出道為目標進行相關準備工作。
2018年5月23日，Euna Kim正式以雙人組合KHAN出道。
2020年KHAN宣布解散，公司並未說明解散原因。
2021年5月22日，在個人Instagram宣布即將結婚，並決定結束偶像生活，回歸平凡人身份。

## 音乐作品

### 數位單曲
| 年份   | 歌曲發佈日期 | 專輯名稱          | 歌曲名稱            | 合作藝人                   |
| 2014年 | 7月15日      | 《Good Bye Rain》 | Good bye Rain(비별) | Minju、HyunKyu（Bromance） |

### 合作单曲
| 年份   | 歌曲發佈日期 | 專輯名稱                       | 歌曲名稱                   | 合作藝人                      |
| 2017年 | 5月4日       | 《Love Therapy（러브테라피）》 | Love Therapy（러브테라피） | EXY（宇宙少女）、ZiA（feat.） |

## 影視作品

### 個人參演音樂錄影帶
- 依官方YOUTUBE上傳時間排序。

| 年份   | 發佈日期 | 歌曲名稱                   | 演唱者                                      | 官方影片                                               |
| 2014年 | 5月23日  | Love Me Love               | MFBTY（尹美萊、Tiger JK、Bizzy）x EUNA KIM  | 《Without You Now》MV（页面存档备份，存于）            |
| 2014年 | 7月15日  | Goodbye Rain               | Jeon Minju x Euna Kim x HyunKyu（Bromance） | 《Good bye Rain(비별) 》 MV（页面存档备份，存于）      |
| 2017年 | 5月4日   | Love Therapy（러브테라피） | EXY x EUNA KIM (Feat. ZiA)                  | 《Love Therapy（러브테라피）》MV（页面存档备份，存于） |

## 综艺作品

### 固定出演
| 放送日期                      | 电视台         | 节目名称               | 备注 |
| 2011年8月12日至9月23日        | Mnet KMTV Asia | 《Superstar K3》       |      |
| 2016年7月29日至9月16日        | Mnet           | 《Unpretty Rapstar 3》 |      |
| 2017年10月28日至2018年2月10日 | KBS            | 《The Unit》           |      |

### 单次访问／嘉宾出演
| 放送日期      | 电视台 | 节目名称                | 备注                               |
| 2016年7月15日 | Mnet   | 《Show Me The Money 5》 |                                    |
| 2018年7月8日  | MBC    | 《蒙面歌王》            | 節目放送後Euna Kim登上NAVER實搜1位 |

## 参与资料
1. ↑  . 韓星網. 2015-05-02  [2017-08-09]. （原始内容存档于2017-08-09） （中文（臺灣））.
2. ↑  .   [2017-04-17]. （原始内容存档于2017-04-20）.
3. ↑  .   [2017-04-17]. （原始内容存档于2015-07-28）.
4. ↑  .   [2017-04-17]. （原始内容存档于2017-05-11）.
5. ↑  .   [2017-11-20]. （原始内容存档于2017-12-01）.
6. ↑  .   [2018-03-29]. （原始内容存档于2018-03-29）.
7. ↑  .   [2018-04-14]. （原始内容存档于2018-04-14）.
8. ↑  . Soompi. 2021-05-24  [2023-08-22]. （原始内容存档于2023-08-21）.